# Milü
Il termine Milü (密率S, mìlǜP, lett. "frazione dettagliata"), noto anche come Zulü (祖率S, ZǔlǜP, lett. "frazione di Zu"), fu dato dal matematico giapponese Yoshio Mikami (1875-1950) alla frazione:
{\displaystyle {\begin{aligned}{\frac {355}{113}}&\approx 3.141\ 592\ 920\dots \end{aligned}}}
che approssima la costante π. Si tratta della migliore approssimazione frazionaria di {\displaystyle \pi } con denominatore a non più di 4 cifre e con una accuratezza che arriva alla sesta cifra decimale. Per trovare un'approssimazione frazionaria di {\displaystyle \pi } ancora migliore bisogna ricorrere alla frazione 52163⁄16604 con 5 cifre a denominatore.
La scoperta dell'approssimazione è attribuita al matematico e astronomo cinese  Zu Chongzhi (429-500 d.C.). Una scoperta analoga si ebbe, in Europa oltre 1000 anni più tardi, ad opera del matematico fiammingo Adriaan Adriaanszoon, noto come Metius (1571-1635).  